# Луковица (Македонска Каменица)
Луковица (мкд. Луковица) је насеље у Северној Македонији, у источном делу државе. Луковица је у саставу општине Македонска Каменица.

## Географија
Луковица је смештена у источном делу Северне Македоније. Од најближег града, Делчева, насеље је удаљено 20 km западно.
Насеље Луковица се налази у историјској области Пијанец. Насеље се развило у долини реке Брегалнице, на месту где она прави клисуру, па је ту образовано вештачко Калиманско језеро. Северно од насеља издижу се Осоговске планине. Надморска висина насеља је приближно 590 метара. 
Месна клима је континентална.

## Становништво
Луковица је према последњем попису из 2002. године имала 269 становника.
Претежно становништво у насељу су етнички Македонци (100%).
Већинска вероисповест месног становништва је православље.